# 点軍区
点軍区（てんぐん-く）は中華人民共和国湖北省宜昌市に位置する市轄区。

## 行政区画
- 街道:点軍街道
- 鎮:艾家鎮、橋辺鎮
- 郷:聯棚郷、土城郷